# Миллер, Алис
Алис Миллер (нем. Alice Miller; 12 января 1923; Пётркув-Трыбунальски, Польская Республика — 14 апреля 2010; Сен-Реми-де-Прованс, Франция) — польско-швейцарский психолог, психоаналитик и философ еврейского происхождения, известная своими книгами о насилии над детьми.
Наиболее известная её книга была «Драма одаренного ребёнка», написанная в 1979 году и впоследствии, вышедшая несколько раз с дополнениями и исправлениями. В своих работах она критически относилась к психоанализу и другим психотерапевтическим и образовательным парадигмам..

## Биография

### Ранние годы
Миллер родилась в городе Петркув-Трыбунальский в Польской республике, в еврейской семье. Она была старшей дочерью Гутты и Мейлеха Энглардов, и у неё была сестра Ирена, которая была младше её на пять лет. С 1931 по 1933 год семья жила в Берлине, где девятилетняя Алисия выучила немецкий язык. В связи с захватом власти в Германии национал-социалистами в 1933 году семья вернулась в Петркув Трыбунальский. Во время войны Миллер сумела сбежать из еврейского гетто в Петркув-Трыбунальском, где все еврейские жители были интернированы с октября 1939 года и пережила Вторую мировую войну в Варшаве под вымышленным именем Алисия Ростовская. Хотя ей удалось тайно вывезти мать и сестру, в 1941 году её отец умер в гетто. С этим именем она переехала жить в Швейцарию в 1946 году, где выиграла стипендию Базельского университета.
В 1949 году она вышла замуж за швейцарского социолога Андреаса Миллера, польского католика, с которым она переехала из Польши в Швейцарию в качестве студента. Они развелись в 1973 году. У них было двое детей, Мартин (1950 г.р.) и Юлика (1956 г.р.). Вскоре после смерти матери Мартин Миллер заявил в интервью «Der Spiegel», что в детстве его избивал авторитарный отец — в присутствии матери. Миллер сначала заявил, что вмешалась его мать, но позже, что она не вмешивалась. Эти события произошли за десятилетия до того, как Алиса Миллер осознала опасность таких методов воспитания детей. Мартин также упомянул, что его мать не смогла поговорить с ним, несмотря на многочисленные продолжительные уговоры

### Карьера
В 1953 году Миллер получила докторскую степень по философии, психологии и социологии. В период между 1953 и 1960 годами, она изучала психоанализ. С 1960 по 1980 года практиковала его в Цюрихе.
Однако в 1980 году, проработав психоаналитиком и аналитиком в течение 20 лет, Миллер «прекратила практиковать и преподавать психоанализ, чтобы систематически исследовать детство». Она стала критиковать Зигмунда Фрейда и Карла Юнга. Её первые три книги возникли в результате исследования, которое она взяла на себя в ответ на то, что, по её мнению, было серьёзным слепым пятном в её области. Однако к тому времени, когда была опубликована её четвёртая книга, она больше не считала психоанализ жизнеспособным в каком-либо отношении.
В 1985 году Миллер написала об исследовании, проведенном в то время, когда она работала психоаналитиком: «В течение двадцати лет я наблюдала людей, отрицающих свои детские травмы, идеализирующих своих родителей и сопротивляющихся правде о своем детстве любыми средствами», также в то же время она покинула Швейцарию и переехала в Сен-Реми-де-Прованс на юге Франции.
В 1986 году она была удостоена литературной премии им. Януша Корчака за свою книгу «Не осознавать: предательство ребёнка обществом».
В апреле 1987 года Миллер заявила в интервью немецкому журналу «Психология сегодня» (нем. Psychologie Heute) о своем неприятии психоанализа. В следующем году она отменила свое членство как в Швейцарском психоаналитическом обществе, так и в Международной психоаналитической ассоциации, потому что она чувствовала, что психоаналитическая теория и практика не позволяют бывшим жертвам жестокого обращения с детьми распознать причинённый им вред и устранить последствия жестокого обращения, поскольку они «остались в старой традиции обвинять ребёнка и защищать родителей».
Одна из последних книг Миллера «Картины моей жизни» (нем. Bilder meines Leben), была опубликована в 2006 году. Это неформальная автобиография, в которой писательница исследует свой эмоциональный процесс из болезненного детства, развивая свои теории и более поздние идеи. Книга рассказана посредством демонстрации и обсуждения 66 её оригинальных работ, написанных с 1973 по 2005 года.
В период с 2005 года и вплоть до своей смерти в 2010 году, она ответила на сотни писем читателей на своем веб-сайте, где также публикуются статьи, листовки и интервью на трех языках. За несколько дней до своей смерти Алиса Миллер написала: «Эти письма останутся важными свидетелями и после моей смерти, под моим авторским правом».

### Смерть
Миллер умерла 14 апреля 2010 года в возрасте 87 лет в своем доме в Сен-Реми-де-Прованс, в результате самоубийства, после тяжелой болезни и диагноза поздней стадии рака поджелудочной железы.